# Gran Premio di superbike di Buriram 2019
Il Gran Premio di superbike di Buriram 2019 è stato la seconda prova su tredici del campionato mondiale Superbike 2019, disputato il 16 e 17 marzo sul circuito di Buriram, in gara 1 ha visto la vittoria di Álvaro Bautista davanti a Jonathan Rea e Alex Lowes, la gara Superpole, che è stata sospesa durante il settimo giro, ha visto ripetersi lo stesso risultato, così come la gara 2, disputata il giorno successivo.
La vittoria nella gara valevole per il campionato mondiale Supersport 2019 è stata ottenuta da Jules Cluzel.

## Risultati

### Gara 1

#### Arrivati al traguardo
| Pos. | Nº | Pilota                | Squadra                  | Motocicletta         | Giri | Tempo     | Griglia | Punti |
| ---- | -- | --------------------- | ------------------------ | -------------------- | ---- | --------- | ------- | ----- |
| 1º   | 19 | Álvaro Bautista       | Aruba.it Racing - Ducati | Ducati Panigale V4 R | 20   | 31'06.051 | 1º      | 25    |
| 2º   | 1  | Jonathan Rea          | Kawasaki Racing          | Kawasaki ZX-10RR     | 20   | +8.217    | 2º      | 20    |
| 3º   | 22 | Alex Lowes            | Pata Yamaha              | Yamaha YZF R1        | 20   | +14.155   | 3º      | 16    |
| 4º   | 60 | Michael van der Mark  | Pata Yamaha              | Yamaha YZF R1        | 20   | +14.623   | 10º     | 13    |
| 5º   | 91 | Leon Haslam           | Kawasaki Racing          | Kawasaki ZX-10RR     | 20   | +18.554   | 5º      | 11    |
| 6º   | 33 | Marco Melandri        | GRT Yamaha               | Yamaha YZF R1        | 20   | +18.681   | 7º      | 10    |
| 7º   | 11 | Sandro Cortese        | GRT Yamaha               | Yamaha YZF R1        | 20   | +25.603   | 4º      | 9     |
| 8º   | 21 | Michael Ruben Rinaldi | Barni Racing             | Ducati Panigale V4 R | 20   | +27.627   | 16º     | 8     |
| 9º   | 66 | Tom Sykes             | BMW Motorrad             | BMW S1000 RR         | 20   | +28.789   | 6º      | 7     |
| 10º  | 54 | Toprak Razgatlıoğlu   | Turkish Puccetti Racing  | Kawasaki ZX-10RR     | 20   | +32.153   | 13º     | 6     |
| 11º  | 81 | Jordi Torres          | Pedercini Racing         | Kawasaki ZX-10RR     | 20   | +33.033   | 15º     | 5     |
| 12º  | 36 | Leandro Mercado       | Orelac Racing VerdNatura | Kawasaki ZX-10RR     | 20   | +33.254   | 14º     | 4     |
| 13º  | 2  | Leon Camier           | Moriwaki Althea Honda    | Honda CBR1000RR      | 20   | +34.232   | 12º     | 3     |
| 14º  | 28 | Markus Reiterberger   | BMW Motorrad             | BMW S1000 RR         | 20   | +43.041   | 11º     | 2     |
| 15º  | 7  | Chaz Davies           | Aruba.it Racing - Ducati | Ducati Panigale V4 R | 20   | +54.495   | 9º      | 1     |
| 16º  | 99 | Thitipong Warokorn    | Kawasaki Thailand Racing | Kawasaki ZX-10RR     | 20   | +1'15.758 | 18º     |       |
| 17º  | 52 | Alessandro Delbianco  | Althea Mie Racing        | Honda CBR1000RR      | 20   | +1'25.108 | 19º     |       |

#### Ritirati
| Nº | Pilota           | Squadra               | Motocicletta         | Giri | Griglia |
| -- | ---------------- | --------------------- | -------------------- | ---- | ------- |
| 23 | Ryūichi Kiyonari | Moriwaki Althea Honda | Honda CBR1000RR      | 8    | 17º     |
| 50 | Eugene Laverty   | Team Goeleven         | Ducati Panigale V4 R | 2    | 8º      |

### Gara Superpole

#### Arrivati al traguardo
| Pos. | Nº | Pilota                | Squadra                  | Motocicletta         | Giri | Tempo     | Griglia | Punti |
| ---- | -- | --------------------- | ------------------------ | -------------------- | ---- | --------- | ------- | ----- |
| 1º   | 19 | Álvaro Bautista       | Aruba.it Racing - Ducati | Ducati Panigale V4 R | 6    | 10'06.157 | 1º      | 12    |
| 2º   | 1  | Jonathan Rea          | Kawasaki Racing          | Kawasaki ZX-10RR     | 6    | + 2.042   | 2º      | 9     |
| 3º   | 22 | Alex Lowes            | Pata Yamaha              | Yamaha YZF R1        | 6    | + 2.457   | 3º      | 7     |
| 4º   | 60 | Michael van der Mark  | Pata Yamaha              | Yamaha YZF R1        | 6    |           | 10º     | 6     |
| 5º   | 91 | Leon Haslam           | Kawasaki Racing          | Kawasaki ZX-10RR     | 6    |           | 5º      | 5     |
| 6º   | 33 | Marco Melandri        | GRT Yamaha               | Yamaha YZF R1        | 6    |           | 7º      | 4     |
| 7º   | 11 | Sandro Cortese        | GRT Yamaha               | Yamaha YZF R1        | 6    |           | 4º      | 3     |
| 8º   | 7  | Chaz Davies           | Aruba.it Racing - Ducati | Ducati Panigale V4 R | 6    |           | 9º      | 2     |
| 9º   | 54 | Toprak Razgatlıoğlu   | Turkish Puccetti Racing  | Kawasaki ZX-10RR     | 6    |           | 13º     | 1     |
| 10º  | 66 | Tom Sykes             | BMW Motorrad             | BMW S1000 RR         | 6    |           | 6º      |       |
| 11º  | 21 | Michael Ruben Rinaldi | Barni Racing             | Ducati Panigale V4 R | 6    |           | 16º     |       |
| 12º  | 36 | Leandro Mercado       | Orelac Racing VerdNatura | Kawasaki ZX-10RR     | 6    |           | 14º     |       |
| 13º  | 81 | Jordi Torres          | Pedercini Racing         | Kawasaki ZX-10RR     | 6    |           | 15º     |       |
| 14º  | 28 | Markus Reiterberger   | BMW Motorrad             | BMW S1000 RR         | 6    |           | 11º     |       |
| 15º  | 52 | Alessandro Delbianco  | Althea Mie Racing        | Honda CBR1000RR      | 6    |           | 19º     |       |

#### Non classificati
| Nº | Pilota             | Squadra                  | Motocicletta     | Giri | Griglia |
| -- | ------------------ | ------------------------ | ---------------- | ---- | ------- |
| 99 | Thitipong Warokorn | Kawasaki Thailand Racing | Kawasaki ZX-10RR | 6    | 18º     |
| 2  | Leon Camier        | Moriwaki Althea Honda    | Honda CBR1000RR  | 6    | 12º     |

#### Ritirato
| Nº | Pilota           | Squadra               | Motocicletta    | Giri | Griglia |
| -- | ---------------- | --------------------- | --------------- | ---- | ------- |
| 23 | Ryūichi Kiyonari | Moriwaki Althea Honda | Honda CBR1000RR | 1    | 17º     |

#### Non partito
| Nº | Pilota         | Squadra       | Motocicletta         |
| -- | -------------- | ------------- | -------------------- |
| 50 | Eugene Laverty | Team Goeleven | Ducati Panigale V4 R |

### Gara 2

#### Arrivati al traguardo
| Pos. | Nº | Pilota                | Squadra                  | Motocicletta         | Giri | Tempo     | Griglia | Punti |
| ---- | -- | --------------------- | ------------------------ | -------------------- | ---- | --------- | ------- | ----- |
| 1º   | 19 | Álvaro Bautista       | Aruba.it Racing - Ducati | Ducati Panigale V4 R | 20   | 31'05.590 | 1º      | 25    |
| 2º   | 1  | Jonathan Rea          | Kawasaki Racing          | Kawasaki ZX-10RR     | 20   | +10.053   | 2º      | 20    |
| 3º   | 22 | Alex Lowes            | Pata Yamaha              | Yamaha YZF R1        | 20   | +12.368   | 3º      | 16    |
| 4º   | 60 | Michael van der Mark  | Pata Yamaha              | Yamaha YZF R1        | 20   | +17.378   | 10º     | 13    |
| 5º   | 91 | Leon Haslam           | Kawasaki Racing          | Kawasaki ZX-10RR     | 20   | +17.518   | 5º      | 11    |
| 6º   | 33 | Marco Melandri        | GRT Yamaha               | Yamaha YZF R1        | 20   | +18.925   | 7º      | 10    |
| 7º   | 11 | Sandro Cortese        | GRT Yamaha               | Yamaha YZF R1        | 20   | +23.281   | 4º      | 9     |
| 8º   | 21 | Michael Ruben Rinaldi | Barni Racing             | Ducati Panigale V4 R | 20   | +28.444   | 16º     | 8     |
| 9º   | 54 | Toprak Razgatlıoğlu   | Turkish Puccetti Racing  | Kawasaki ZX-10RR     | 20   | +33.156   | 13º     | 7     |
| 10º  | 81 | Jordi Torres          | Pedercini Racing         | Kawasaki ZX-10RR     | 20   | +33.224   | 15º     | 6     |
| 11º  | 28 | Markus Reiterberger   | BMW Motorrad             | BMW S1000 RR         | 20   | +40.164   | 11º     | 5     |
| 12º  | 23 | Ryūichi Kiyonari      | Moriwaki Althea Honda    | Honda CBR1000RR      | 20   | +53.511   | 17º     | 4     |
| 13º  | 52 | Alessandro Delbianco  | Althea Mie Racing        | Honda CBR1000RR      | 20   | +1'08.576 | 19º     | 3     |

#### Ritirati
| Nº | Pilota          | Squadra                  | Motocicletta         | Giri | Griglia |
| -- | --------------- | ------------------------ | -------------------- | ---- | ------- |
| 7  | Chaz Davies     | Aruba.it Racing - Ducati | Ducati Panigale V4 R | 7    | 9º      |
| 66 | Tom Sykes       | BMW Motorrad             | BMW S1000 RR         | 3    | 6º      |
| 36 | Leandro Mercado | Orelac Racing VerdNatura | Kawasaki ZX-10RR     | 0    | 14º     |
| 50 | Eugene Laverty  | Team Goeleven            | Ducati Panigale V4 R | 0    | 8º      |

### Supersport

#### Arrivati al traguardo
| Pos. | Nº | Pilota                 | Squadra                           | Motocicletta     | Giri | Tempo     | Griglia | Punti |
| ---- | -- | ---------------------- | --------------------------------- | ---------------- | ---- | --------- | ------- | ----- |
| 1º   | 16 | Jules Cluzel           | GMT94 Yamaha                      | Yamaha YZF R6    | 17   | 27'54.241 | 1º      | 25    |
| 2º   | 21 | Randy Krummenacher     | Bardahl Evan Bros.                | Yamaha YZF R6    | 17   | +0.939    | 2º      | 20    |
| 3º   | 64 | Federico Caricasulo    | Bardahl Evan Bros.                | Yamaha YZF R6    | 17   | +1.496    | 3º      | 16    |
| 4º   | 32 | Isaac Viñales          | Kallio Racing                     | Yamaha YZF R6    | 17   | +1.572    | 6º      | 13    |
| 5º   | 3  | Raffaele De Rosa       | MV Agusta Reparto Corse           | MV Agusta F3 675 | 17   | +2.861    | 5º      | 11    |
| 6º   | 78 | Hikari Ōkubo           | Kawasaki Puccetti Racing          | Kawasaki ZX-6R   | 17   | +4.599    | 4º      | 10    |
| 7º   | 80 | Héctor Barberá         | Toth by Willirace                 | Yamaha YZF R6    | 17   | +9.047    | 8º      | 9     |
| 8º   | 44 | Lucas Mahias           | Kawasaki Puccetti Racing          | Kawasaki ZX-6R   | 17   | +15.821   | 9º      | 8     |
| 9º   | 84 | Loris Cresson          | Kallio Racing                     | Yamaha YZF R6    | 17   | +16.933   | 13º     | 7     |
| 10º  | 38 | Hannes Soomer          | MPM WILSport Racedays             | Honda CBR600RR   | 17   | +17.220   | 11º     | 6     |
| 11º  | 94 | Corentin Perolari      | GMT94 Yamaha                      | Yamaha YZF R6    | 17   | +18.160   | 15º     | 5     |
| 12º  | 56 | Péter Sebestyén        | CIA Landlord Insurance Honda      | Honda CBR600RR   | 17   | +24.255   | 16º     | 4     |
| 13º  | 74 | Jaimie van Sikkelerus  | MPM WILSport Racedays             | Honda CBR600RR   | 17   | +25.188   | 14º     | 3     |
| 14º  | 47 | Rob Hartog             | Hartog - Against Cancer           | Kawasaki ZX-6R   | 17   | +27.764   | 17º     | 2     |
| 15º  | 6  | María Herrera          | MS Racing                         | Yamaha YZF R6    | 17   | +42.143   | 18º     | 1     |
| 16º  | 30 | Glenn van Straalen     | EAB Racing                        | Kawasaki ZX-6R   | 17   | +48.038   | 19º     |       |
| 17º  | 15 | Alfonso Coppola        | Gemar - Ciociaria Corse           | Honda CBR600RR   | 17   | +48.272   | 21º     |       |
| 18º  | 10 | Nacho Calero           | Orelac Racing VerdNatura          | Kawasaki ZX-6R   | 17   | +52.497   | 22º     |       |
| 19º  | 46 | Ratchada Nakcharoensri | Yamaha PTT Lubricants Tann Racing | Yamaha YZF R6    | 17   | +1'36.212 | 24º     |       |

#### Ritirati
| Nº | Pilota           | Squadra                      | Motocicletta     | Giri | Griglia |
| -- | ---------------- | ---------------------------- | ---------------- | ---- | ------- |
| 22 | Federico Fuligni | MV Agusta Reparto Corse      | MV Agusta F3 675 | 15   | 20º     |
| 95 | Jules Danilo     | CIA Landlord Insurance Honda | Honda CBR600RR   | 8    | 12º     |
| 4  | Christian Stange | Gemar - Ciociaria Corse      | Honda CBR600RR   | 6    | 23º     |
| 36 | Thomas Gradinger | Kallio Racing                | Yamaha YZF R6    | 5    | 7º      |
| 86 | Ayrton Badovini  | Pedercini Racing             | Kawasaki ZX-6R   | 0    | 10º     |